# Oscar Reutersvärd

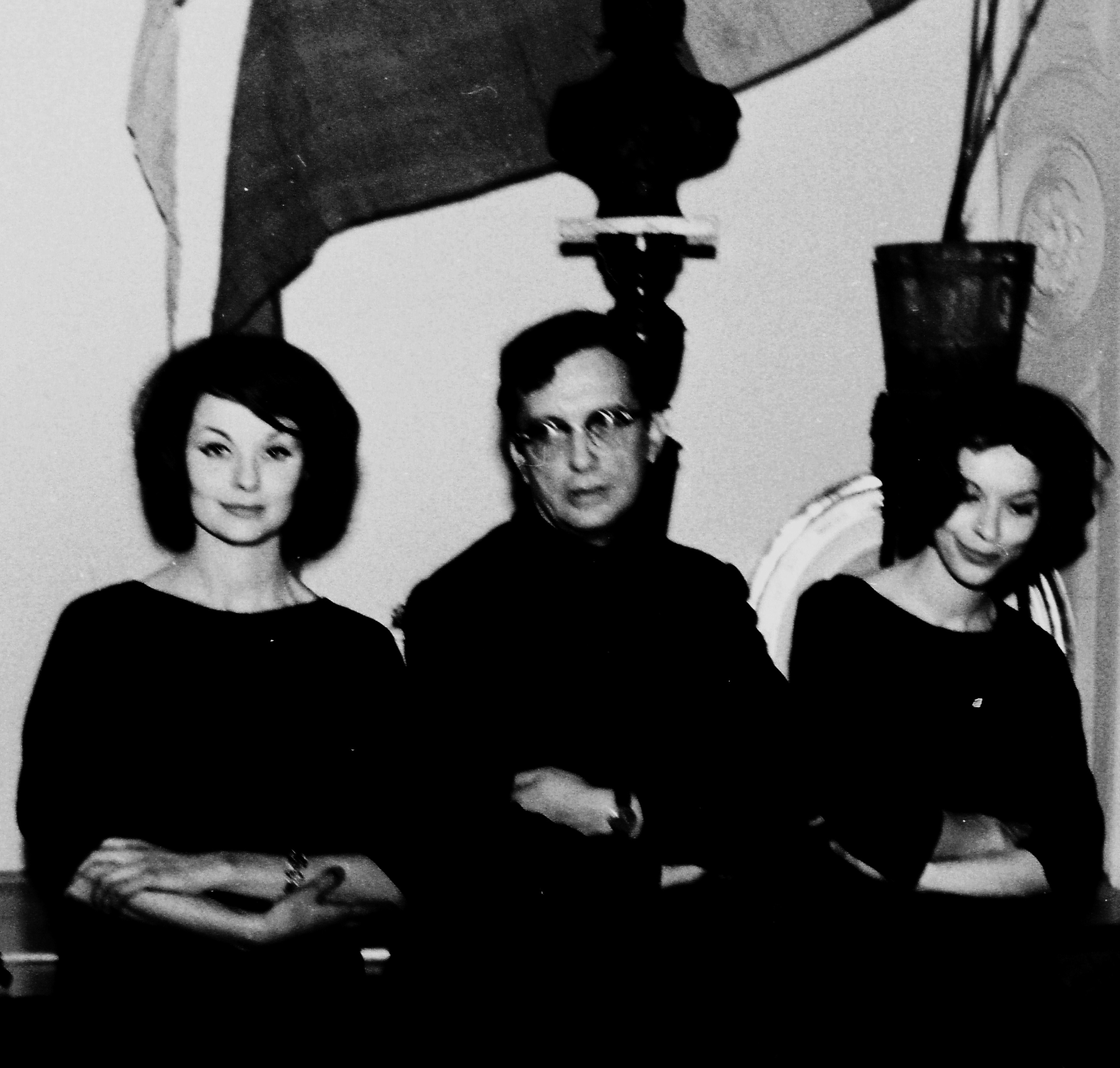
Reutersvärd 1959 (Mitte)

Penrose-Dreieck

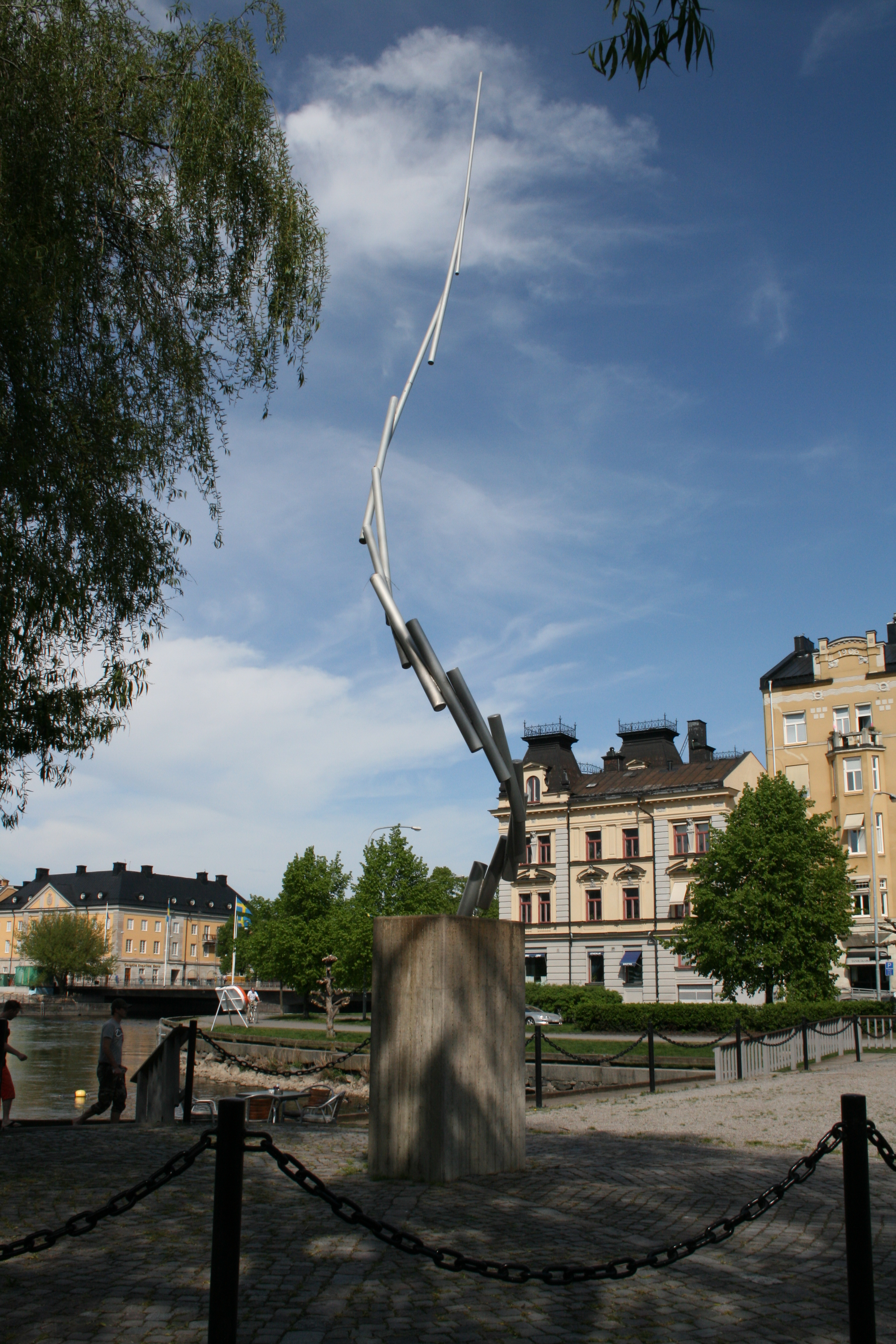
Skulptur in Norrköping

Oscar Reutersvärd (* 1915 in Stockholm; † 2. Februar 2002) war ein schwedischer Künstler.
Oscar Reutersvärd hat die Kunst der unmöglichen Objekte eingeführt, er wurde auch „Vater der Unmöglichkeit“ genannt. Er ist ein Vorläufer von Roger Penrose und M. C. Escher. Reutersvärd wird insbesondere die Gestaltung des heute fälschlicherweise seinem geistigen Nachfolger Penrose zugeschriebenen Penrose-Dreiecks nachgesagt. Er veröffentlichte zahlreiche Bücher auf Schwedisch, Englisch, Polnisch und Russisch.